# Partito Socialista Riformista Italiano
Die Partito Socialista Riformista Italiano (Sozialistische Reformpartei Italiens) bestand von 1912 bis 1926 und wurde von Politikern gegründet, die zwar einem Kriegseintritt Italiens gegen die Türkei im Italienisch-Türkischen Krieg über osmanische Kolonien in Libyen und einiger griechischer Inseln grundsätzlich ablehnend gegenüberstanden, der Kriegserklärung der Regierung Giovanni Giolitti jedoch aus patriotischen Erwägungen die Zustimmung erteilten und deswegen aus der Partito Socialista Italiano (PSI) ausgeschlossen wurden. Der Parteivorsitzende Leonida Bissolati wurde 1916 kurzzeitig Minister.
Bekannte Mitglieder waren Ivanoe Bonomi und Meuccio Ruini.
Bei der Parlamentswahl 1913 erreichte die Partei 3,9 % der Stimmen und 19 Sitze, 1919 nur noch 1,5 % und 6 Sitze.